# کریستوف مالاووا
کریستوف مالاووا (فرانسوی: Christophe Malavoy‎؛ زادهٔ ۲۱ مارس ۱۹۵۲) هنرپیشه اهل فرانسه است.
از فیلم‌ها یا برنامه‌های تلویزیونی که وی در آن نقش داشته‌است می‌توان به روز آخر، مونته کارلو، ظرافت، مرگ در باغ فرانسوی، مادام بوواری، و قهرمان‌ها دهانشان بوی شیر نمی‌دهد اشاره کرد.
وی همچنین برندهٔ جوایزی همچون لژیون دونور (شوالیه) شده‌است.